# Brașovia Brașov
Brașovia Brașov war ein rumänischer Fußballverein aus Brașov. Er spielte insgesamt zwei Jahre in der höchsten rumänischen Fußballliga, der Divizia A, und gehörte zu deren Gründungsmitgliedern.

## Geschichte
Brașovia Brașov wurde im Jahr 1914 unter dem Namen Clubul Sportiv Brașovia Brașov (deutsch: Sportklub Brașovia) gegründet. Erst als die Stadt Brașov nach dem Ende des Ersten Weltkrieges durch den Vertrag von Trianon zu Rumänien kam, nahm der Verein am Spielbetrieb teil. Er konkurrierte zunächst mit den Vereinen aus dem benachbarten Sibiu und – nach Einführung einer Distriktmeisterschaft von Brașov – mit dem Lokalrivalen Colțea Brașov um die Qualifikation zur Endrunde um die rumänische Fußballmeisterschaft. Im Jahr 1922 schloss sich der Lokalrivale CS Vânatorii De Munte Brașov an.
Im Jahr 1923 gelang Brașovia erstmals der Gewinn der Distriktmeisterschaft. In der Endrunde schied der Klub gegen Venus Bukarest aus, da er nach einem Unentschieden im ersten Spiel zum Wiederholungsspiel in Bukarest nicht angetreten war. Im folgenden Jahr konnte sich der Klub erneut für die Endrunde qualifizieren, trat aber im ersten Spiel bei Jahn Czernowitz nicht an. Im Jahr 1925 schaffte Brașovia zum dritten Mal in Folge den Sprung zur Endrunde und feierte dabei den größten Erfolg der Vereinsgeschichte: Durch einen Sieg gegen CAO Oradea zog die Mannschaft ins Halbfinale ein, unterlag dort aber dem amtierenden Meister und besten rumänischen Verein der 1920er-Jahre, Chinezul Timișoara mit 0:3.
In den folgenden Jahren hatte Brașovia stets gegen den Lokalrivalen Colțea das Nachsehen. Erst im Jahr 1930 zog der Verein wieder in die Endrunde ein, schied aber schon im ersten Spiel gegen den Hermannstädter Turnverein aus. Zwei Jahre später, im Jahr 1932, gehörte Brașovia zu den Gründungsmitgliedern der neu geschaffenen rumänischen Profiliga Divizia A. Diese Zeit gehört nicht zu den erfolgreichsten des Vereins: Nach nur einem Punkt in der Premierensaison stieg der Verein am Ende der Spielzeit 1933/34 ab und spielte fortan in der neu gegründeten Divizia B. Auch dort stieg er im Jahr 1936 als Tabellenletzter ab und gehörte auch zu den Gründungsmitgliedern der Divizia C zu Beginn der Saison 1936/37.
Nach der Saison löste sich der Verein auf und überließ seinen Startplatz dem neu gegründeten Verein Astra Brașov.

## Erfolge
- Halbfinale um die rumänische Meisterschaft: 1925